# Sotsyalistischer Kinder Farband
Der Sotsyalistischer Kinder Farband (סאָציאליסטישער קינדער־פארבאנד, SKIF, Sozialistischer Kinder-Verband) wurde in Osteuropa als Kinderorganisation des Allgemeinen jüdischen Arbeiterbunds von Litauen, Polen und Russland (kurz Bund genannt, jiddisch Algemeyner Yidisher Arbeter Bund in Lite, Poyln un Rusland, אַלגמײַנער ײדישער אַרבײטערסבונד אין ליטע,פוילן און רוסלאַנד, russisch Всеобщий еврейский рабочий союз в Литве, Польше и России) gegründet. Der Bund war eine jüdische Arbeiterpartei, die in den Jahren von 1897 bis 1935 in mehreren osteuropäischen Ländern aktiv war. Der Bund war die Keimzelle der Bundistischen Bewegung und lebt heute in mehreren Nachfolgeorganisationen (z. B. International Jewish Labor Bund) weiter. Es gab auch eine Jugendorganisation namens Tsukunft.
Der SKIF existiert heute nur noch im australischen Melbourne, der dortige Ableger wurde 1950 gegründet. Der SKIF Melbourne verfolgt die Ziele Chavershaft (Kameradschaft), Doikayt (Präsenz jüdischen Lebens in der Diaspora) und Yiddishkeit (Jüdische Identität). Der französische Ableger des SKIF hat sich 1963 umbenannt, er heißt seither Club laïque de l’Enfance juive.

## SKIF in Polen
Während des Zweiten Weltkriegs wurden im besetzten Polen verschiedene SKIF-Mitglieder im bewaffneten jüdischen Widerstand aktiv, zum Beispiel Marek Edelman, einer der Anführer des Aufstands im Warschauer Ghetto, Boruch Pelc und Jurek Błones. Andere bekannte SKIF-Mitglieder waren der Maler Yosl Bergner, der Royal-Air-Force-Pilot Rubin Lifszyc und Pola Lifszyc, der im Warschauer Ghetto ein Theater für Kinder organisierte. Vor dem Zweiten Weltkrieg hatte der SKIF Sommerferienlager für Kinder organisiert und Spielzimmer für arme Kinder in Warschau eingerichtet.

## SKIF in Melbourne
Der SKIF in Melbourne wurde 1950 gegründet. Die Organisation bietet Ferienlager für Kinder von acht bis achtzehn Jahren an. Der Verband trägt den Falken im Logo, das weltweit verbreitete Symbol sozialistischer Kinder- und Jugendorganisationen.